# Bass Player
Bass Player é uma revista americana destinada a baixistas. Cada uma de suas edições contém entrevistas com artistas que tocam o instrumento, lições, análises de equipamentos e pelo menos uma transcrição da linha de baixo de uma canção. 
Foi fundada em 1989, como spin-off da revista Guitar Player; Jim Roberts foi seu primeiro editor. Desde abril de 2009 a revista tem trabalhado sem um editor-chefe, com o editor-sênior Jonathan Herrera no comando.
Atualmente publicada pela editora New Bay Media, a Bass Player organiza um evento anual para baixistas, o Bass Player LIVE!. De 2004 a 2007 o Bass Player LIVE! foi realizado em Nova York e, a partir de 2008, em Hollywood, Califórnia. O site da revista traz a Bass Player TV, com uma galeria de vídeos destinados da baixistas.